# 並松站
並松站（日语：／ Namimatsu eki */?）是位於岐阜縣中津川市苗木，北惠那鐵道北惠那鐵道線的鐵路車站（廢站）。
此站設有貨運業務。北惠那鐵道主要的貨物不是木材，而是來自蛭川村（現時：中津川市）出產的花崗岩（蛭川御影石）。

## 歷史
- 1924年（大正13年）8月5日：北惠那鐵道線開通，此站啟用[1]。
- 1970年（昭和45年）：為了經營合理化，此站成為業務委託車站。
- 1978年（昭和53年）9月18日：北惠那鐵道線廢除，此站也被廢除[1]。

## 車站設施
此站是地面車站，設有2面2線的相對式月台和木製站舍。
此站設有貨運專用的引上線，以用作裝載石材。另外也設有小規模貨物專用月台。

## 現狀
曾經站內遺下了月台、候車室的地基和月台樓梯。現時該區域進行重整，因此已經看不見當時的痕跡。

## 相鄰車站
北惠那鐵道
北惠那鐵道線
上苗木－並松－關戶

## 注腳
1. 1 2  今尾惠介《日本鐵道旅行地圖帳》7號 北信越（新潮社、2008年）p.41

## 相關項目
- 日本鐵路車站列表 Na